# The Fall (film)
The Fall is een Brits-Amerikaans-Indiase fantasy-dramafilm uit 2006. Voor videoclipregisseur Tarsem Singh was het zijn tweede film en net als in zijn eerdere The Cell kenmerkt de productie zich door een vormgeving waarin felle, effen kleuren alom aanwezig zijn. Het verhaal is een raamvertelling gebaseerd op de Bulgaarse film Yo ho ho uit 1981. De hoofdrollen worden gespeeld door Lee Pace, Catinca Untaru, en Justine Waddell.

## Inhoud

### Raamvertelling
Een zesjarig meisje Alexandria (Catinca Untaru) zit begin 20e eeuw met haar arm in het gips en wandelt daarmee rond in het ziekenhuis. Ze is een graag geziene gast voor de verplegende nonnen. Ze heeft ondanks haar arm altijd haar kistje bij zich, met voor haar waardevolle spulletjes zoals foto's van haar overleden vader. Wanneer ze op een dag een briefje heeft geschreven voor zuster Evelyn (Justine Waddell), wil ze dit door het raam naar haar toegooien in de tuin, maar het waait een verdieping lager door een open raam weer naar binnen. Alexandria loopt de kamer van filmstuntman Roy Walker (Lee Pace) binnen om het op te halen, waarop hij haar vanwege haar naam iets vertelt over Alexander de Grote. Ze vindt dit zo leuk dat wanneer Walker haar uitnodigt om de volgende dag terug te komen voor een groter verhaal, ze dat graag wil.
Wat Alexandria niet weet is dat Walkers vrouw hem heeft verlaten voor iemand anders en hij daarom zelfmoord wil plegen. Hij kan alleen zelf zijn bed niet uit en heeft haar daarom nodig om onder valse voorwendselen pillen voor hem te stelen, waarmee hij een overdosis kan nemen. Telkens wanneer Alexandria helemaal opgaat in zijn verhaal, stopt hij met vertellen en wil hij alleen verdergaan als ze de door hem aangewezen pillen voor hem steelt. Alexandria ziet de -e op het potje morfine alleen aan voor een drie en laat daarom maar drie pillen in het potje zitten voordat ze dit aan Walker geeft. Op zijn aanwijzing steelt ze wel het volle potje pillen van Walkers kamergenoot Walt Purdy (Sean Gilder), maar die blijkt van de verpleging placebo's te krijgen. Zelfmoord zit er met beide niet in. Alexandria wil dit ook helemaal niet, want ze ziet in Walker hoe langer hoe meer een vaderfiguur.

### Verhaal
Walkers verhaal gaat over vijf avonturiers die gevangenzitten op Butterfly Island. De Afrikaanse krijger Otto Benga (Marcus Wesley), explosievenexpert Luigi (Robin Smith), 'de Indiër (Jeetu Verma), naturist Charles Darwin (Leo Bill) met zijn aapje Wallace en de Masked Bandit (Lee Pace) hebben met elkaar gemeen dat ze allemaal de kwaadaardige Odious (Daniel Caltagirone) willen vermoorden uit wraak voor wat hij hun aandeed. Daarom bundelen ze hun krachten en trekken er als gezelschap op uit om hun kwelgeest te doden. Onderweg sluit boomgeest/man The Mystic (Julian Bleach) zich nog bij hen aan, omdat Odious al zijn broederbomen heeft laten omkappen. Op weg naar Odious' woning bevrijdt de groep bovendien een van zijn slaventransporten en neemt het zijn verloofde (Justine Waddell) mee als gevangene.
We zien het verhaal zoals Alexandria het zich in haar kleurrijke fantasie voorstelt: Walker vertelt bijvoorbeeld over een indiaan en we zien een Indiër – het Engelse woord "indian" kan beide betekenen; alle hoofdfiguren lijken op personen uit haar directe omgeving en worden door dezelfde acteurs gespeeld.

## Rolverdeling
| - Catinca Untaru - Alexandria - Lee Pace - Roy Walker & Masked Bandit - Justine Waddell - Zuster Evelyn & Odious' verloofde - Robin Smith - Eénbenige acteur & Luigi - Jeetu Verma - Sinaasappelplukker & The Indian - Leo Bill - Verpleger & Charles Darwin - Marcus Wesley - IJscoman & Otta Benga - Julian Bleach - Oude patiënt & The Mystic | - Daniel Caltagirone - Sinclair & Gouverneur Odious - Kim Uylenbroek - Dokter & Alexander de Grote - Sean Gilder - Walt Purdy - Ronald France - Otto - Andrew Roussouw - Mr. Sabatini - Michael Huff - Dr. Whitaker - Grant Swanby - Father Augustine - Elvira Deatcu - Alexandrias moeder |

## Achtergrond

### Productie
De film werd grotendeels gefinancierd door Tarsen Singh, omdat hij de film graag volgens zijn eigen ideeën wilde maken. De film werd over een periode van vier jaar gemaakt. In totaal werden in meer dan 20 landen opnames gemaakt voor de film, waaronder India, Indonesië, Italië, Frankrijk, Spanje, Namibië, en China.
Acteur Lee Pace verbleef de eerste paar filmdagen de hele tijd in een bed of een rolstoel, waardoor veel van zijn college-acteurs dachten dat hij, net als zijn filmpersonage, niet kon lopen. De ware reden was om zo zijn rol realistischer te kunnen spelen, en zo tot betere scènes te komen in zijn samenwerking met kindacteur Catinca Untaru.

### Uitgave en ontvangst
The Fall ging in 2006 in première op het Internationaal filmfestival van Toronto. In 2008 volgde de bioscooppremière.
De film kreeg vooral positieve reacties van critici. Op Rotten Tomatoes gaf 61% van de recensenten de film een goede beoordeling. Metacritic gaf de film een score van 64/100. Roger Ebert gaf de film vier van vier sterren. De film haalde het tot een aantal top 10’s van beste films van 2008.

## Prijzen en nominaties
The Fall won de prijs voor beste film op het Filmfestival van Sitges 2007 en een speciale vernoeming tijdens de uitreiking van de Kristallen Beer op het Internationaal filmfestival van Berlijn 2007. De ten tijde van de première negenjarige hoofdrolspeelster Catinca Untaru werd genomineerd voor een Saturn Award.